# Discus guerinianus
Discus guerinianus es una especie de pequeño caracol terrestre que respira aire, un molusco gasterópodo terrestre de la familia Discidae, los caracoles disco.

## Distribución
Esta especie es endémica de Madeira, Portugal.
Después de 140 años de su descripción original, la especie no ha vuelto a ser encontrada, y probablemente ya se haya extinguido.

## Descripción de la concha
El caparazón de estos caracoles tiene forma de disco o lente, con un "borde" perceptible alrededor de la periferia de las espirales.

## Estado de conservación
Esta especie se menciona en los anexos IV y IV de la Directiva de Hábitats.
Hay varias áreas que protegen esta especie en un pequeño área para que se puedan beneficiar reduciendo el turismo por esos lugares